# Might and Magic II: Gates to Another World
Might and Magic II: Gates to Another World — друга гра з серії RPG «Might and Magic», створена компанією «New World Computing» в 1988/1989 році.

## Ігровий процес
На початку гри гравець створює вісім персонажів з випадковими характеристиками. При цьому гравець може вручну налаштувати їх світогляд, расу, стать та ім'я. Крім 6 основних класів з минулої частиніи «Might and Magic Book One: The Secret of the Inner Sanctum», з'явилося ще дві — ніндзя і варвар. 
Після встановлення гра починається в 110 день 900 року за місцевим літочисленням. Світ виконаний, як і минула частина, в шістнадцяти кольорах і з псевдотрьохмірним простором. Гравець може ходити по карті, що зазначена в кутку екрану, маючи можливість огляду під прямим кутом, тобто гравець може обертатися лише на північ, південь, захід і схід. На шляху гравцеві можуть траплятися різні споруди. Чекпоїнти дозволяють зберігатися, тренувальні табори — підвищувати рівень.Гравець може зустрітися із ворогами, які нерухомі щодо карти. У такому разі дія переноситься на окреме вікно. Бій цілком текстовий, незважаючи на те, що показується вікно з противником, виконуються характерні рухи, унікальні для свого класу (наприклад, злодій озирається на гравця, а клоун жонглює м'ячиками). При першому ж зіткненні з противником у гравця є вибір: атакувати, тобто прийняти бій, сховатися, отримуючи менший шанс отримати поранення або ж втекти, додавши тим самим до часу гри один день. Під час бою гравець може стріляти, використовувати заклинання або просто атакувати. При пораненні гравця в одного або кількох з восьми його героїв зникають воїни. Коли кількість всіх воїнів у всіх гравців стає рівним нулю, гравець вмирає, і гра починається з останнього чекпойнта.
На відміну від наступних ігор серії і самої першої частини, процес гри не нескінченний. При досягненні персонажами віку приблизно сімдесяти п'яти років, ті вмирають в силу природних причин. Смерть з цієї причини всіх персонажів також зараховується за програш. Гравець має заклинання, що дозволяє зменшити вік персонажа, але воно, як правило, його лише збільшує. Можливий похід в санаторій, що також знижує вік, однак похід вимагає грошей.

## Рецензії
Рецензії іншомовних сайтів є в цілому позитивними. Зокрема, на сайті 1UP.com ця гра отримала найвищу оцінку "A" з коментарем «барвиста гра». 